# Relaciones Burkina Faso-Chile
Las relaciones Burkina Faso-Chile son las relaciones internacionales entre Burkina Faso y la República de Chile.

## Historia
Ambos países establecieron relaciones diplomáticas el 29 de septiembre de 1992, entre los Ministros de Relaciones Exteriores de Chile y Burkina Faso, Enrique Silva Cimma y Thomas Sano, en el seno de la Organización de las Naciones Unidas. Con todo, hasta la fecha no se han establecido mecanismos de consultas políticas, ni tampoco se han firmado acuerdos de tipo bilateral entre los dos países.

## Relaciones comerciales
En 2021, el intercambio comercial entre ambos países ascendió a los 16 millones de dólares estadounidenses, lo que supuso un 162% de crecimiento promedio anual en los últimos cinco años, constando únicamente de exportaciones de Chile a Burkina Faso. Así, los principales productos exportados fueron jurel, partes para unidades de perforación y sondeo, y vehículos automóviles.

## Misiones diplomáticas
- Burkina Faso no cuenta con representaciones diplomáticas ni consulares en Santiago de Chile.[3]
- Chile no cuenta con representaciones diplomáticas ni consulares en Uagadugú.[3]